# شورندورف
شرندورف (بالألمانية: Schorndorf) هي Grosse Kreisstadt، مدينة وبلدة ألمانية تقع في ألمانيا في مقاطعة ريمس مور. يقدر عدد سكانها بـ 39,196 نسمة .

## المدن التوأمة
مدن Bury، Dueville، رينتيريا، كالا تورينغن، Radenthein، تولي وتوسكالوسا (ألاباما) هي مدن توأمة لـشرندورف.

## أعلام
- ادمون هان
- كوستاس كونستانتيدس
- دايفي سيلكى
- راينهولد ماير
- جاكوب فريدريك فون أبيل
- زفن أولرايش